# Sakura Miyawaki
Sakura Miyawaki (jap. 宮脇 咲良, ur. 19 marca 1998 w Kagoshima) – znana lepiej jako Sakura – japońska piosenkarka i aktorka mieszkającą w Korei Południowej. Jest członkinią południowokoreańskiej grupy Le Sserafim. 
Rozpoczęła swoją karierę muzyczną w grupie HKT48 w 2011 roku, a w latach 2014-2018 była jednoczesną członkinią ich grupy siostrzanej AKB48. W trakcie swojej działalności pełniła funkcję „center” dla singli „Kimi wa Melody” i „No Way Man”. Sakura zrobiła sobie przerwę od HKT48 w 2018 roku po zajęciu drugiego miejsca w reality show Produce 48 i dołączyła do grupy Iz*One do 2021 roku.

## Kariera

### 2011–2017: Początki kariery
Sakura dołączyła do HKT48 jako stażystka pierwszej generacji w lipcu 2011 roku. Jej pierwsze oficjalne wystąpienie jako członkini HKT48 miało miejsce 23 października na ogólnokrajowym wydarzeniu shake hands z okazji utworu „Flying Get”. Jej debiut teatralny nastąpił 26 listopada wznowieniem sceny SKE48 Team S „Te wo Tsunaginagara”.
Sakura została oficjalnie awansowana na pełnoprawną członkinię zespołu HKT48 Team H 4 marca 2012 roku, razem z 15 innymi stażystkami.
W 2012 roku Miyawaki stała się pierwszą członkinią HKT48, która zdobyła miejsce w ogólnokrajowych wyborach AKB48. Otrzymała 6 635 głosów, zajmując 47. miejsce. W tym samym roku po raz pierwszy pojawiła się w 28. singlu AKB48 „Uza”. Choć nie znalazła się na stronie A w 29. i 30. singlu, pojawiła się na stronie A w 31. singlu „Sayonara Crawl”, wydanym 22 maja 2013 roku, i zajęła 26. miejsce w klasyfikacji generalnej AKB48 w 2013 roku, zdobywając 25 760 głosów.
Pierwszym singlem HKT48, na którym Miyawaki pojawiła się na stronie A, był singel debiutancki „Suki! Suki! Skip!" i „Melon Juice".
11 stycznia 2014 roku, podczas pierwszego dnia trasy Kyushu 7 Prefecture w Oita, ogłoszono, że Sakura zostanie przeniesiona do nowo utworzonego zespołu Team KIV. Później, podczas Festiwalu Wielkiej Reformacji Grupy AKB48, awansowała na wicekapitan Teamu KIV i otrzymała jednoczesne stanowisko w zespole AKB48 Team A.
Sakura wzięła udział w wyborach AKB48 w 2014 roku i zajęła 11. miejsce ogólnie z wynikiem 45 538 głosów, co dało jej miejsce na stronie A w singlu „Kokoro no Placard”. W turnieju kamień-papier-nożyce tego samego roku Sakura przegrała w trzeciej rundzie eliminacji. Jednak zarząd zdecydował, że będzie ona dzielić pozycję lidera z zwyciężczynią Mayu Watanabe w 38. singlu AKB48, „Kiboteki Refrain”, stając się pierwszą lokalną członkinią HKT48, która zajęła pozycję liderki w singlu na stronie A.
W 2015 roku Sakura otrzymała główną rolę w dramie AKB48 Majisuka Gakuen 4 wraz z Haruką Shimazaki. Sezon miał premierę 19 stycznia. W tych samych wyborach zająła 7. miejsce z wynikiem 81 422 głosów.
W lipcu 2015 roku wydała swoją pierwszą fotoksiążkę, zatytułowaną Sakura, która zdobyła pierwsze miejsce na cotygodniowej liście Oricon dla albumów ze zdjęciami oraz trzecie miejsce na ogólnej liście książek.
Otrzymała swoją pierwszą solową pozycję liderki w 43. singlu AKB48, „Kimi wa Melody”, wydanym 9 marca 2016 roku.

### 2018–2021: Produce 48, Iz*One, ukończenie HKT48

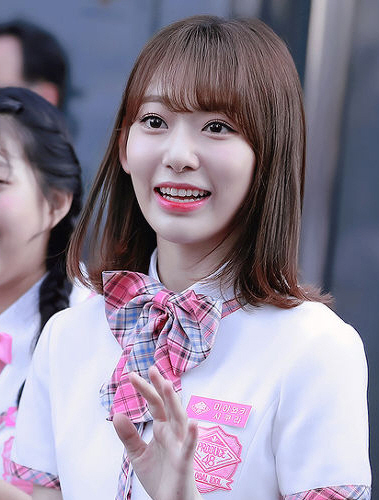
Sakura w 2018 roku, jako uczestniczka programu Mnet, Produce 48.

W 2018 roku Sakura wzięła udział i zajęła drugie miejsce w programie reality show Produce 48, a następnie stała się członkinią koreańsko-japońskiego zespołu IzOne, który zadebiutował w październiku tego samego roku. Ona i dwie inne japońskie członkinie grupy zawiesiły swoją działalność w swoich japońskich zespołach do momentu wygaśnięcia ich kontraktów z IzOne w kwietniu 2021 roku. Sakura uruchomiła także własny kanał gier wideo na platformie YouTube. Na dzień 6 sierpnia 2021 roku ma ponad 692 000 subskrybentów i przekroczyła 22 miliony wyświetleń swoich filmów.
Po rozwiązaniu Iz*One w kwietniu 2021 roku wyciekła zapowiedź wywiadu z Sakurą, który miał ukazać się w lipcowym numerze magazynu Vivi, w której potwierdziła swoje odejście z HKT48. 15 maja 2021 roku potwierdziła swoje odejście, a koncert pożegnalny zaplanowano na 19 czerwca. Krótka wersja teledysku do jej piosenki pożegnalnej, „Omoide ni Suru ni wa Mada Hayasugiru”, została opublikowana na YouTube 14 czerwca, natomiast oficjalne audio zostało wydane 20 czerwca. Jej ostatnie wystąpienie z HKT48 miało miejsce 27 czerwca. W maju 2021 roku została twarzą marki kosmetyków do pielęgnacji włosów Kerastase oraz chińskiej marki kosmetyków Flower Knows. 1 listopada 2021 roku ogłoszono, że kontrakt Sakury z Vernalossom dobiegł końca.

### Od 2022: Debiut z Le Sserafim
14 marca 2022 roku Sakura, wraz z byłą członkinią Iz*One, Kim Chae-won, podpisała wyłączne umowy z Source Music i potwierdzono, że zadebiutują jako członkinie Le Sserafim w maju. 21 marca 2022 roku dołączyła do japońskiej agencji talentów A.M. Entertainment w celu prowadzenia indywidualnych działalności w Japonii. 2 maja 2022 roku Le Sserafim zadebiutowały z minialbumem Fearless.

## Dyskografia

### Autorstwo piosenek
Wszystkie informacje o autorstwie piosenek pochodzą z bazy danych Korea Music Copyright Association, chyba że zaznaczono inaczej.
| Rok  | Utwór                                           | Album          | Artysta     | Tekst piosenki | Kompozycja |
| ---- | ----------------------------------------------- | -------------- | ----------- | -------------- | ---------- |
| 2019 | „Love Bubble"                                   | Vampire        | Iz*One      | Tak            | Nie        |
| 2020 | „With*One"                                      | Oneiric Diary  | Iz*One      | Tak            | Nie        |
| 2020 | „Secret Story of the Swan" (Japanese version)   | Oneiric Diary  | Iz*One      | Tak            | Nie        |
| 2020 | „Yummy Summer"                                  | Twelve         | Iz*One      | Tak            | Tak        |
| 2020 | „Fiesta" (Japanese version)                     | Twelve         | Iz*One      | Tak            | Nie        |
| 2021 | „Zuttomo Project"                               | Weekend Citron | =Love       | Tak            | Nie        |
| 2022 | „Good Parts (when the quality is bad but I am)" | Antifragile    | Le Sserafim | Tak            | Tak        |
| 2023 | „피어나 (Between you, me and the lamppost)"     | Unforgiven     | Le Sserafim | Tak            | Nie        |

## Filmografia

### Filmy
| Rok  | Tytuł                                                       | Rola     | Uwagi             |
| ---- | ----------------------------------------------------------- | -------- | ----------------- |
| 2016 | Documentary of HKT48: The Night Theatre Manager Ozaki Cried | ona sama | Film dokumentalny |
| 2016 | Raison D'etre: Documentary of AKB48                         | ona sama |                   |
| 2019 | Diner                                                       | Kelnerka | Cameo             |
| 2020 | Eyes On Me: The Movie                                       | ona sama | Film z koncertu   |

### Seriale telewizyjne
| Rok       | Tytuł                                        | Rola                             |
| --------- | -------------------------------------------- | -------------------------------- |
| 2012      | Ano Hito no Ano Hi                           | Nazuna Imagawa                   |
| 2013      | Himitsu                                      | Mari                             |
| 2015      | Majisuka Gakuen 4                            | Sakura Miyawaki                  |
| 2015      | Majisuka Gakuen 5                            | Sakura Miyawaki                  |
| 2015      | AKB Horror Night: Adrenaline's Night         | Jurij                            |
| 2015      | Majisuka Gakuen 0                            | Sakura Miyawaki                  |
| 2016      | Crow's Blood                                 | Maki Togawa                      |
| 2016      | AKB Love Night: Love Factory                 | Nao                              |
| 2016      | The Hero Yoshihiko and the Seven Chosen Ones | Członkini grupy szkolnych idolek |
| 2016–2017 | Cabasuka Gakuen                              | Sakura Miyawaki                  |
| 2017      | Tofu Pro-Wrestling                           | Sakura Miyawaki/Cherry Miyawaki  |

### Programy telewizyjne
| Rok  | Tytuł              | Rola             |
| ---- | ------------------ | ---------------- |
| 2018 | Produce 48         | uczestniczka     |
| 2018 | Everyone's Kitchen | Członkini obsady |
| 2019 | Everyone's Kitchen | Członkini obsady |